# Операція «Блудні душі»
Операція «Блудні душі» (англ. Operation Wandering Soul) — психологічна пропагандистська операція американських військ під час війни у В'єтнамі. Вона базувалася на вірі багатьох північнов'єтнамських солдат в існування «блукаючих душ», тобто привидів закатованих і полеглих військових. В'єтнамці були глибоко переконані, що мертвих потрібно поховати на рідній землі, інакше їхні душі будуть безцільно блукати від болю і страждань, не знайшовши спокою. Вважалося, що «блукаючі душі» є невидимими для живих людей, але з ними можна «зв'язатися» в річницю їх смерті або поблизу того місця, де вони загинули.
Американці вигідно використали давній забобон, щоб залякувати й тероризувати супротивника, підриваючи бойовий дух і деморалізуючи в'єтконгівців. Американські інженери з 6-го батальйону психологічних операцій (PSYOP) провели кілька тижнів за записами стрічок із моторошними звуками і криками, які були штучно змінені та скомпоновані так, щоб були схожі на справжні голоси з потойбіччя. До їх створення залучалися і південнов'єтнамські громадяни як голосові актори.
Моторошні записи часто поєднувалися з іншими звуками, такими як скорботні крики, буддійська траурна музика, ридання, вереск, стукіт металевих гонгів і навіть гарчання тигра. Поширеним було використання голосу «небіжчика», який закликав в'єтнамських партизан-комуністів здаватися і тікати додому до «сім'ї» і «друзів» замість безглуздої смерті далеко від рідної землі. Мета таких записів полягала у тому, щоб змусити в'єтконгівців покинути свої позиції. Щоб збільшити психологічний ефект, над ворожою місцевістю іноді розкидували пропагандистські брошури із зображеннями полеглих і непохованих в'єтконгівців, наводячи останніх на думку, що така доля спіткає і їх.
Стрічка отримала неофіційну назву «Плівка привидів № 10» (англ. Ghost Tape Number 10). Серед бойових частин американської армії робились власні вставки у запис, тому існують різні версії. Музика безперервно відтворювалася вночі через переносні гучномовці, з річкових патрульних човнів або з вертольотів в тих районах, де, як передбачалося, переховувався супротивник. Психологічний ефект був настільки переконливим, що інколи доводилось відводити союзні південнов'єтнамські підрозділи, оскільки ті також перелякано розбігалися по своїх домівках. Загалом ступінь успіху операції невідомий, вона дала винятково короткочасний й локальний результат. Деякі підрозділи справді відходили зі своїх позицій, інші залишалися стійко оборонятися, прекрасно розуміючи, що звуки долинають з магнітофона на ворожому вертольоті. Програвання записів часто викликало масований і агресивний вогонь з боку ворога, тим самим зводячи нанівець передбачуваний результат операції.